# Cascade Locks
Cascade Locks é uma cidade localizada no estado norte-americano de Oregon, no Condado de Hood River.

## Demografia
Segundo o censo norte-americano de 2000, a sua população era de 1115 habitantes.
Em 2006, foi estimada uma população de 1109, um decréscimo de 6 (-0.5%).

## Geografia
De acordo com o United States Census Bureau tem uma área de
7,7 km², dos quais 5,6 km² cobertos por terra e 2,1 km² cobertos por água.

## Localidades na vizinhança
O diagrama seguinte representa as localidades num raio de 28 km ao redor de Cascade Locks.